# From Time to Time – The Singles Collection
| Críticas profissionais | Críticas profissionais |
| Avaliações da crítica  | Avaliações da crítica  |
| Fonte                  | Avaliação              |
| ---------------------- | ---------------------- |
| AllMusic               | [ 1 ]                  |

From Time to Time – The Singles Collection é uma coletânea do cantor inglês de pop rock, Paul Young. Lançado em 1991 pela Columbia, foi a primeira coletânea de "maiores sucessos" de Young, contendo faixas da década passada. O álbum entrou na parada de álbuns do Reino Unido como número um e recebeu o certificado de disco de platina triplo pela British Phonographic Industry (BPI) por vender novecentos mil cópias no território britânico.
Um erro de masterização em algumas cópias do CD dividiu a faixa "Both Sides Now" em duas partes, e dois minutos dela aparece na faixa 11.[carece de fontes?]